# Aino-Kaisa Saarinen

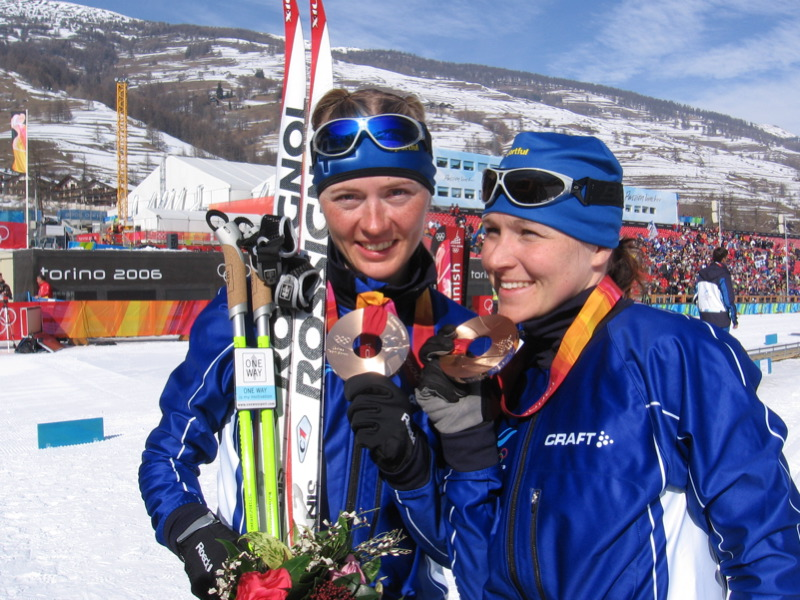
Aino-Kaisa Saarinen (rechts) met Virpi Kuitunen tijdens de Olympische Winterspelen 2006.

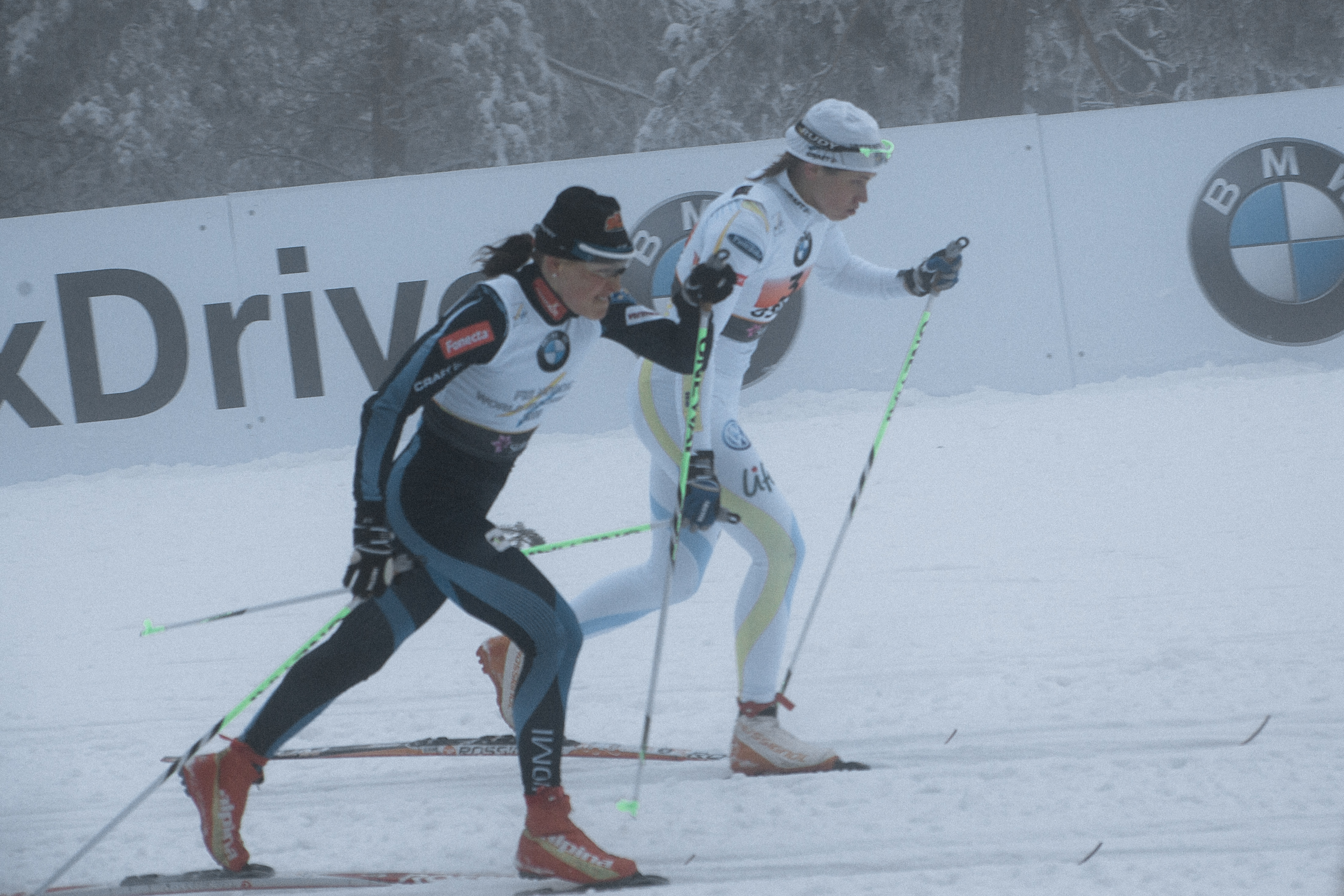
Saarinen (links) in duel met Ida Ingemarsdotter tijdens de wereldkampioenschappen langlaufen 2011.

Aino-Kaisa Saarinen (Hollola, 1 februari 1979) is een Finse langlaufster. Saarinen vertegenwoordigde haar vaderland op de Olympische Winterspelen 2006 in Turijn, op de Olympische Winterspelen 2010 in Vancouver, op de Olympische Winterspelen 2014 in Sotsji en op de Olympische Winterspelen 2018 in Pyeongchang.

## Carrière
Saarinen maakte haar wereldbekerdebuut op 7 maart 1998 in Lahti. Twee jaar later pakte ze in Lahti haar eerste wereldbekerpunten. In februari 2001 schaarde ze zich in Nové Město voor de eerste maal in haar carrière bij de beste tien in een wereldbekerwedstrijd. Tijdens de wereldkampioenschappen langlaufen 2001 in Lahti eindigde de Finse als elfde op de sprint. Op de wereldkampioenschappen langlaufen 2003 in Val di Fiemme eindigde Saarinen als 22e op de 30 kilometer vrije stijl, als 25e op de 15 kilometer klassieke stijl en als 29e op de sprint. In maart 2003 eindigde de Finse in Oslo voor de eerste maal in haar carrière op het podium van een wereldbekerwedstrijd. In Oberstdorf nam Saarinen deel aan de wereldkampioenschappen langlaufen 2005. Op dit toernooi eindigde ze als vierde op de 30 kilometer klassieke stijl en als achtste op de sprint en als dertigste op de 15 kilometer achtervolging. Samen met Kirsi Välimaa, Virpi Kuitunen en Riitta-Liisa Lassila eindigde ze als vijfde op de estafette. Aan het einde van het seizoen 2004/2005 eindigde de Finse voor de eerste maal bij de eerste tien in het eindklassement van de wereldbeker. Tijdens de Olympische Winterspelen van 2006 in Turijn eindigde Saarinen als zevende op de 10 kilometer klassieke stijl, als zeventiende op de 30 kilometer vrije stijl en als 26e op de sprint. Samen met Virpi Kuitunen veroverde ze de bronzen medaille op het onderdeel teamsprint, op de estafette eindigde ze samen met Virpi Kuitunen, Riita-Liisa Lassila en Kati Venalainen op de zevende plaats.
Op de wereldkampioenschappen langlaufen 2007 in Sapporo eindigde de Finse als vierde op de 30 kilometer klassieke stijl, als zesde op de sprint en als dertigste op de 15 kilometer achtervolging. Samen met Virpi Kuitunen, Riitta-Liisa Roponen en Pirjo Manninen sleepte ze de wereldtitel in de wacht op de 4x5 kilometer estafette. In maart 2007 boekte Saarinen in Oslo haar eerste wereldbekerzege, in het eindklassement van de wereldbeker eindigde ze als vijfde. In het seizoen 2008/2009 boekte Saarinen in Kuusamo haar tweede wereldbekerzege, aan het einde van het seizoen bezette ze de derde plaats in algemeen klassement. In de Tour de Ski eindigde ze achter landgenote Kuitunen op de tweede plaats in het eindklassement. Op de wereldkampioenschappen langlaufen 2009 in Liberec veroverde ze de wereldtitel op de 10 kilometer klassieke stijl en de bronzen medaille op de 15 kilometer achtervolging, op de 30 kilometer vrije stijl eindigde ze op de zevende plaats. Samen met Virpi Kuitunen sleepte ze de wereldtitel op de teamsprint in de wacht, op de estafette legde ze samen met Pirjo Muranen, Virpi Kuitunen en Riitta-Liisa Roponen beslag op de wereldtitel. Tijdens de Olympische Winterspelen van 2010 in Vancouver behaalde Saarinen de bronzen medaille op de 30 kilometer klassieke stijl. Daarnaast eindigde ze als vijfde op de 15 kilometer achtervolging, als dertiende op de sprint en als vijftiende op de 10 kilometer vrije stijl. Samen met Pirjo Muranen, Virpi Kuitunen en Riitta-Liisa Roponen veroverde ze de bronzen medaille op de estafette.
Op de wereldkampioenschappen langlaufen 2011 in Oslo veroverde de Finse de bronzen medaille op de 10 kilometer klassieke stijl, daarnaast eindigde ze als achtste op de 15 kilometer achtervolging en als 23e op de 30 kilometer vrije stijl. Op de teamsprint legde ze samen met Krista Lähteenmäki beslag op de zilveren medaille, samen met Pirjo Muranen, Riitta-Liisa Roponen en Krista Lähteenmäki sleepte ze de bronzen medaille in de wacht op de estafette. In Val di Fiemme nam ze deel aan de wereldkampioenschappen langlaufen 2013. Op dit toernooi eindigde ze als zeventiende op de 30 kilometer klassieke stijl. Tijdens de Olympische Winterspelen van 2014 in Sotsji eindigde Saarinen als vierde op de 10 kilometer klassieke stijl, als vijfde op de 15 kilometer skiatlon en als 21e op de 30 kilometer vrije stijl. Op de teamsprint veroverde ze samen met Kerttu Niskanen de zilveren medaille, samen met Anne Kyllönen, Kerttu Niskanen en Krista Lähteenmäki behaalde ze de zilveren medaille op de estafette.
Op de wereldkampioenschappen langlaufen 2015 in Falun eindigde de Finse als zevende op de 30 kilometer klassieke stijl, als vijftiende op de 15 kilometer skiatlon en als achttiende op de sprint. Op de estafette legde ze samen met Kerttu Niskanen, Riitta-Liisa Roponen en Krista Pärmäkoski beslag op de bronzen medaille. In Lahti nam ze deel aan de wereldkampioenschappen langlaufen 2017. Op dit toernooi eindigde ze als veertiende op de 30 kilometer vrije stijl. Samen met Kerttu Niskanen, Laura Mononen en Krista Pärmäkoski sleepte ze de bronzen medaille in de wacht op de estafette. Tijdens de Olympische Winterspelen van 2018 in Pyeongchang eindigde Saarinen als twintigste op de 30 kilometer klassieke stijl en als 25e op de sprint. Op de estafette eindigde ze samen met Kerttu Niskanen, Riitta-Liisa Roponen en Krista Pärmäkoski op de vierde plaats.

## Resultaten

### Olympische Spelen
| Jaar | Plaats      | Resultaten |
| ---- | ----------- | --- |
| 2006 | Turijn      | 26e Sprint (vrije stijl) · 7e 10 km (klassieke stijl) · 17e 30 km (vrije stijl) · Teamsprint (klassieke stijl) · 7e 4×5 km estafette |
| 2010 | Vancouver   | 13e Sprint (klassieke stijl) · 15e 10 km vrije stijl · 5e 15 km achtervolging · 30 km klassieke stijl · 4×5 km estafette             |
| 2014 | Sotsji      | 4e 10 km klassieke stijl · 5e 15 km skiatlon · 21e 30 km vrije stijl · Teamsprint (klassieke stijl) · 4x5 km estafette               |
| 2018 | Pyeongchang | 25e Sprint (klassieke stijl) 20e 30 km klassieke stijl 4e 4x5 km estafette                                                           |

### Wereldkampioenschappen
| Jaar | Plaats        | Resultaten |
| ---- | ------------- | --- |
| 2001 | Lahti         | 11e Sprint (vrije stijl)                                                                                                 |
| 2003 | Val di Fiemme | 29e Sprint (vrije stijl) 25e 15 kilometer klassieke stijl 22e 30 km vrije stijl                                          |
| 2005 | Oberstdorf    | 8e Sprint (klassieke stijl) 30e 15 km achtervolging 4e 30 km klassieke stijl 5e 4×5 km estafette                         |
| 2007 | Sapporo       | 18e Sprint (klassieke stijl) · 6e 15 km achtervolging · 4e 30 km (klassieke stijl) · 4×5 km estafette                    |
| 2009 | Liberec       | 10 km klassieke stijl · 15 km achtervolging · 7e 30 km vrije stijl · Teamsprint (klassieke stijl) · 4×5 km estafette     |
| 2011 | Oslo          | 10 km klassieke stijl · 8e 15 km achtervolging · 23e 30 km vrije stijl · Teamsprint (klassieke stijl) · 4×5 km estafette |
| 2013 | Val di Fiemme | 17e 30 km klassieke stijl                                                                                                |
| 2015 | Falun         | 18e Sprint (klassieke stijl) · 15e 15 km skiatlon · 7e 30 km klassieke stijl · 4×5 km estafette                          |
| 2017 | Lahti         | 14e 30 km vrije stijl · 5e Teamsprint (klassieke stijl) · 4×5 km estafette                                               |

### Wereldbeker
Eindklasseringen
| Seizoen   | Algm  | DI     | SP  | TdS    |
| --------- | ----- | ------ | --- | ------ |
| 1999/2000 | 49e   | –      | 31e |        |
| 2000/2001 | 28e   | –      | 15e |        |
| 2001/2002 | 62e   | –      | 53e |        |
| 2002/2003 | 27e   | –      | 33e |        |
| 2003/2004 | 14e   | 16e    | 7e  |        |
| 2004/2005 | 8e    | 17e    | 4e  |        |
| 2005/2006 | 12e   | 13e    | 18e |        |
| 2006/2007 | 5e    | Brons  | 7e  | 4e     |
| 2007/2008 | 9e    | 8e     | 6e  | 17e    |
| 2008/2009 | Brons | Zilver | 5e  | Zilver |
| 2009/2010 | 4e    | 6e     | 4e  | 4e     |
| 2010/2011 | 9e    | 7e     | 19e | 13e    |
| 2011/2012 | 8e    | 8e     | 20e | 9e     |
| 2012/2013 | 26e   | 21e    | 35e | DNF    |
| 2013/2014 | 13e   | 8e     | 21e | 9e     |
| 2014/2015 | 29e   | 28e    | 46e | 13e    |
| 2016/2017 | 24e   | 21e    | 41e | 17e    |
| 2017/2018 | 22e   | 19e    | 38e | 15e    |

Wereldbekerzeges
| Nr. | Datum            | Plaats     | Onderdeel                          |
| --- | ---------------- | ---------- | ---------------------------------- |
| 1.  | 17 maart 2007    | Oslo       | 30 km klassieke stijl (massastart) |
| 2.  | 2 januari 2008   | Nové Město | 10 kilometer klassieke stijl TdS   |
| 3.  | 30 november 2008 | Kuusamo    | 10 km klassieke stijl              |
| 4.  | 29 november 2009 | Kuusamo    | 10 km klassieke stijl              |